# Kanton Lomas de Sargentillo
Der Kanton Lomas de Sargentillo befindet sich in der Provinz Guayas im zentralen Westen von Ecuador. Er besitzt eine Fläche von 66,77 km². Im Jahr 2020 lag die Einwohnerzahl schätzungsweise bei 24.220. Verwaltungssitz des Kantons ist die Kleinstadt Lomas de Sargentillo mit 13.775 Einwohnern (Stand 2010). Der Kanton Lomas de Sargentillo wurde am 22. Juli 1992 gegründet. Zuvor gehörte das Gebiet zum Kanton Daule.

## Lage
Der Kanton Lomas de Sargentillo liegt im westlichen Tiefland der Provinz Guayas. Der Hauptort Lomas de Sargentillo befindet sich 42 km nordnordwestlich der Provinzhauptstadt Guayaquil. Der Río Magro durchquert das Gebiet in östlicher Richtung. Der Kanton wird nach Osten zum Río Daule entwässert. Die Fernstraße E482 (Nobol–Jipijapa) führt durch den Kanton und am Hauptort Lomas de Sargentillo vorbei.
Der Kanton Lomas de Sargentillo grenzt im Osten an den Kanton Daule, im Südosten an den Kanton Nobol, im Süden und im Westen an den Kanton Isidro Ayora sowie im äußersten Norden an den Kanton Santa Lucía.

## Verwaltungsgliederung
Der Kanton Lomas de Sargentillo wird von der gleichnamigen Parroquia urbana („städtisches Kirchspiel“) gebildet.